# Campeonato Mundial de Rugby M19 de 1977
El Campeonato Mundial de Rugby M19 de 1977 se disputó en los Países Bajos y fue la novena edición del torneo en categoría M19.

## Equipos participantes
- Selección juvenil de rugby de Alemania Occidental
- Selección juvenil de rugby de España
- Selección juvenil de rugby de Francia
- Selección juvenil de rugby de Italia
- Selección juvenil de rugby de Países Bajos
- Selección juvenil de rugby de Portugal
- Selección juvenil de rugby de Unión Soviética
- Países Bajos B

## Posiciones finales
| Pos | Equipo              |
| --- | ------------------- |
|     | Francia             |
|     | Italia              |
|     | Portugal            |
| 4   | Unión Soviética     |
| 5   | España              |
| 6   | Alemania Occidental |
| 7   | Países Bajos        |
| 8   | Países Bajos B      |

### Campeón
| Bandera de Francia |
| Campeón Francia    |
| Séptimo título     |